# 帕辛-上门青
帕辛-上门青（德語：Pasing-Obermenzing）是德国巴伐利亚州首府慕尼黑的市辖第21区，它由帕辛和上门青两个市分区组成。

## 方位
市辖区帕辛-上门青位于慕尼黑的西侧。其边界仍然可以与帕辛的前城市边界和上门青的前市镇边界相对应，从而使市辖区的疆土总是让人联想起蝴蝶的形状。市辖区边界大致为（从慕尼黑-帕辛－慕尼黑总站铁路路基以顺时针伸展）：威利巴尔德街往莱姆，田野和草地往布鲁默瑙和洛赫哈姆，慕尼黑－斯塔恩贝格铁路和慕尼黑－奥格斯堡铁路至别格松街往洛赫哈姆和奥宾，经过8号高速公路农业用地的上磨坊街和门钦街往下门钦，以及宁芬堡城堡公园至慕尼黑帕辛－慕尼黑总站铁路路基往诺伊豪森-宁芬堡。
与帕辛-上门青相邻的市辖区分别是西部的奥宾-洛赫豪森-朗格韦德、北部的阿拉赫-下门钦、东北部的莫萨赫、东部的诺伊豪森-宁芬堡和莱姆以及东南部的哈德恩。帕辛-上门青还在南部与市镇格雷弗尔芬（属慕尼黑县）接壤。

## 市分区

### 帕辛

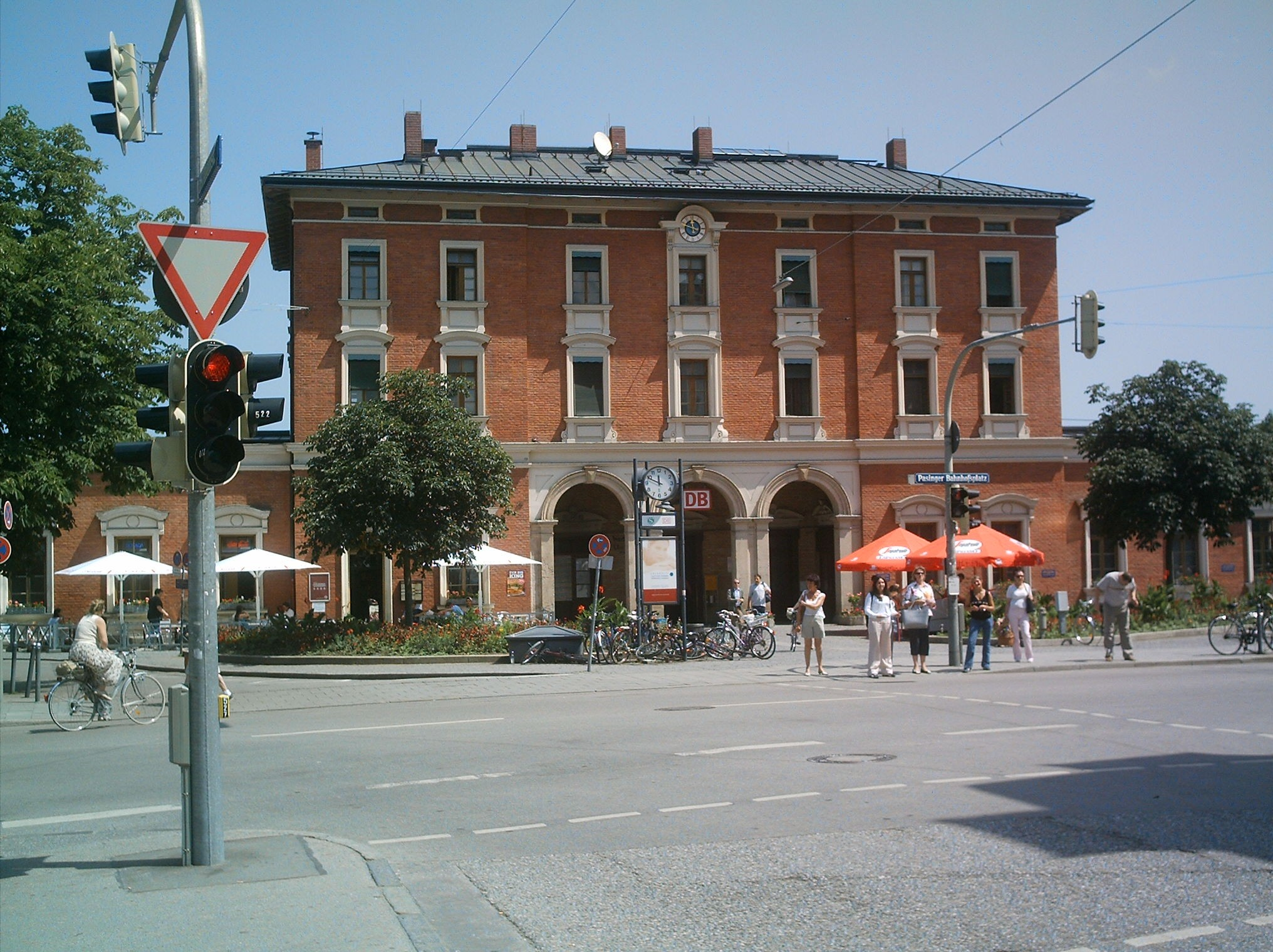
慕尼黑-帕辛车站（南侧）

帕辛是在公元763年6月29日以的名义首次在文献中被提及。这一名称是从专有名词或派生而来。1818帕辛成为独立的市镇并拥有自己的世袭权。发展良好的帕辛自1905年1月1日起升格为城市，同时还获得了专属的纹章。根据1938年1月8日签署的协议，帕辛于同年4月1日被强制并入慕尼黑，以便将作为运动首都的后者打造为纳粹德国的最大城市之一。然而帕辛还是获得了特殊权利，例如独立的地方行政权，只需直接向市长报告，并一直持续至2005年。
帕辛的历史地方中心位于圣母降生堂及普兰格街、兰茨贝格街、罗钦/皮平街和格莱希曼街周边。

#### 于原帕辛市范围内的新定居点
- 兴登堡住宅区（德语：Hindenburgsiedlung）：这个在1932年至1936年间由位于柏林的“员工家园公共股份公司（Gemeinnützige Aktien-Gesellschaft für Angestellten-Heimstätten，缩写为GAGFAH）”兴建的住宅区大致位于烘焙街、阿普菲尔卡默街、米尔海森街、鲍施耐德街和佩尔施耐德街之间。作为1930年代的典型的保障住房定居点，它得名于当时的聯邦大總統保罗·冯·兴登堡。

- 帕辛第一别墅区（德语：Villenkolonie Pasing I）：建筑师奥古斯特·艾克斯特（德语：August Exter）于1892年启动了一个基于田园城市理论的别墅区规划，经过长时间的构思，其最初大致位于如今的奥古斯特·艾克斯特街沿线。其后部如今则被称为西贝柳斯街。如今这一别墅区的范围大致向南可达帕辛车站、向北可达宁芬堡运河（德语：Nymphenburger Kanal）以及向西可达武姆河（德语：Würm (Amper)）。

- 帕辛第二别墅区（德语：Villenkolonie Pasing II）：位于武姆河西侧的帕辛第二别墅区的概念同样来自奥古斯特·艾克斯特，但这项计划最终落空。艾克斯特于1897年放弃了他的承建商身份，并逐渐淡出建筑设计事物。尽管人们广泛推定艾克斯特参与了帕辛第二别墅区的兴建，但事实却是不同的。上述未开垦的地块于1899年成为新西区房地产股份公司（Terraingesellschaft Neu-Westend AG）的资产。公司的最大股东是由格奥尔格·施派尔（德语：Georg Speyer）领导的法兰克福私人银行拉扎德·施派尔-埃利森（德语：Lazard Speyer-Ellissen）。相关地区的开发是由该房地产公司负责。艾克斯特在帕辛市的债务也被王家银行分行接管。至1900共有90幢房屋落成，但随后的进展却停滞不前。第二别墅区如今的范围大致可从南部及西部的铁路线向东部的武姆河以及北部的别格松街延伸。

- 帕辛森林居住区（德语：Waldkolonie Pasing）：一个位于玛利亚·艾希街和市立公园旁街（德语：Am Stadtpark (München)）之间的别墅区，自1894年由建筑师路易斯·恩德（德语：Louis Ende）兴建。

### 上门青

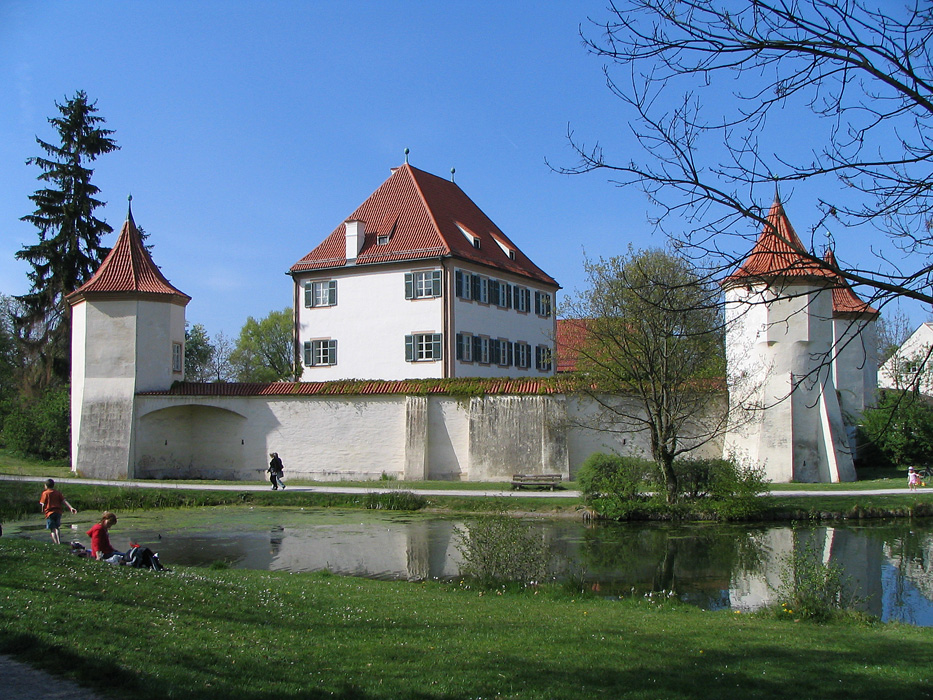
上门青的布鲁滕堡城堡

门钦是在公元817年11月6日以的名义首次在文献中被提及。上门青于1818年连同分区皮平和布鲁滕堡组成了独立的市镇。1922年，上门青获得了专属的纹章。根据1938年10月26日签署的协议，上门青于同年12月1日被强制并入慕尼黑，以便将所谓的运动首都打造为纳粹德国的最大城市之一。

#### 于原上门青镇的历史分区
- 上门青（德语：Obermenzing）：历史地方中心位于天主教圣乔治堂（德语：St. Georg (Obermenzing)）（多夫街32a号）周边及皮平街（德语：Pippinger Straße）沿线。

- 布鲁滕堡（德语：Schloss Blutenburg），上门青镇：布鲁滕堡是在1432年3月14日以的名义首次在文献中被提及。1818年，布鲁滕堡成为了市镇上门青的一部分。至1938年12月1日，布鲁滕堡连同上门青镇被并入慕尼黑。

- 皮平（德语：Pipping (München)），上门青镇：皮平是在1325年2月24日以的名义首次在文献中被提及。这从专有名词派生而来。1818年，皮平成为了市镇上门青的一部分。至1938年12月1日，皮平又连同上门青镇被并入慕尼黑。其历史性的地方中心位于天主教圣沃尔夫冈堂（德语：St. Wolfgang (Pipping)）（皮平街49a号）周边。

#### 于原上门青镇范围内的新定居点
- 远景畔（德语：Am Durchblick）：南部房屋建造有限公司（Südhausbau GmbH）自1957年开始建造单户住宅居民区“远景畔”，它主要沿宁芬堡运河伸展。其名称来自所谓的“远景”，即人们通过宁芬堡宫的一个空置用地可以远眺布鲁滕堡城堡。这在如今已无法实现。

- 新朗格韦德（德语：Neulangwied）：在1960年代中期，当局决定在已开发区域的西北侧，即别格松街、莫斯维泽街/阿尔特大道旁和铁路线以北建立一个新的发展区域。工作组于1966年1月26日的市分区命名中提出使用新朗格韦德的称谓。1966年2月，市议会审议通过将该称谓自此用作定居点的正式名称。

- 新路斯特海姆（德语：Neulustheim）：位于宁芬堡城堡公园（德语：Nymphenburger Schlosspark）背后的一个定居点是由新路斯特海姆社会私人住宅定居点有限公司（Soziale Eigenheim-Siedlung Neulustheim GmbH）于1919年1月4日创立，它在其后转变了合作社形态。该公司于1921年7月4日通过与王家领地管理局签订租契，获得了在门钦街、莱歇尔街和通往兰茨胡特的铁路线之间兴建单户住宅的权利。建设始于1923年，但定居点直至1967年才完工。其名称来自于定居点所处的方位：由于路斯特海姆（德语：Lustheim）位于施莱斯海姆城堡设施（德语：Schlossanlage Schleißheim）的末端，因此定居点是位于宁芬堡宫的后方。

## 区分区
出于管理和统计目的，市辖区又被划分为四个次级分区（区分区）：
1. 新帕辛（Neupasing）
2. 西浴场畔（Am Westbad）
3. 帕辛
4. 上门青

由于市分区帕辛已包含了新帕辛、西浴场畔和帕辛三个次级分区，因此市分区上门青仅对应同名的区分区。

## 概览

### 社会结构
市辖区帕辛-上门青的社会结构是不一致的。原先独立的区分区内都保留了其自身的结构。其中上门青更多是受到上层中产阶层的影响，而帕辛的社会结构则是充分混杂。

### 交通
两个区分区的交通连接也有所区别。帕辛主要是通过东西向的兰茨贝格街－帕辛玛利亚广场－博登湖街（2号联邦公路）以及通过南北向的玛利亚·艾希街－罗钦街－皮平街发展良好的私车交通，而跨地方的机动车交通在这里也感觉明显。公共短途客运便是很好的代表：多条慕尼黑交通公司的巴士线路行经帕辛，19路有轨电车作为慕尼黑有轨电车重要的东西走向线路也将帕辛连接在一起。而设在帕辛的慕尼黑-帕辛车站亦并不只是一座有多条城市快铁线路停靠的快铁站，这座交叉站同时还是德国铁路的长途车站和城际快车站点。此外，慕尼黑地铁网络也有通过延长地铁5号线往帕辛车站以及地铁4号线往西十字车站的规划来与帕辛相连。但这不会在短期内落实。
上门青的私车交通也有类似的良好联结：东西向的皮平街以及南北向连接市分区帕辛和宁芬堡的威尔第街，在威尔第街还可直接接入通往斯图加特的8号高速公路，从而使其交通负荷并不太明显。在公共短途客运方面，位于威尔第街附近鲍泽魏因大道旁的上门青公交站是周边多条公交线路的重要交接处，适用于换乘。
自2006年初以来，市辖区帕辛-上门青被99号慕尼黑环城高速公路的西部新增路段所环绕。这意味着皮平街和兰茨贝格街的流量控制得到解除，因为新增路段可将止于上门青的慕尼黑－斯图加特－卡尔斯鲁厄8号高速公路与慕尼黑－林道的96号高速公路相互连接起来。
当局最近就将兰茨贝格街改造为购物街的事宜进行了讨论。但到目前为止，一旦改造获得通过，尚未找到交通计划的解决方案。

### 人口统计
(截至每年12月31日)
| 年份 | 人口   | 外国人（比例）  | 面积 （km²） | 人口密度 （每km²） | 来源及其它数据                                  |
| ---- | ------ | --------------- | ------------ | ------------------ | ----------------------------------------------- |
| 2000 | 59,758 | 9,729 (16.3 %)  | 16.4934      | 3,623              | 慕尼黑统计年鉴2001 （页面存档备份，存于） (PDF) |
| 2001 | 60,445 | 10,002 (16.5 %) | 16.4934      | 3,665              | 慕尼黑统计年鉴2002 （页面存档备份，存于） (PDF) |
| 2002 | 60,616 | 10,050 (16.6 %) | 16.4934      | 3,675              | 慕尼黑统计年鉴2003 （页面存档备份，存于） (PDF) |
| 2003 | 61,509 | 10,394 (16.9 %) | 16.4978      | 3,728              | 慕尼黑统计年鉴2004 （页面存档备份，存于） (PDF) |
| 2004 | 62,081 | 10,639 (17.1 %) | 16.4981      | 3,763              | 慕尼黑统计年鉴2005 （页面存档备份，存于） (PDF) |
| 2005 | 62,724 | 10,822 (17.3 %) | 16.4975      | 3,802              | 慕尼黑统计年鉴2006 （页面存档备份，存于） (PDF) |
| 2006 | 63,763 | 10,900 (17.1 %) | 16.4979      | 3,865              | 慕尼黑统计年鉴2007 （页面存档备份，存于） (PDF) |
| 2007 | 64,773 | 11,067 (17.1 %) | 16.4978      | 3,926              | 慕尼黑统计年鉴2008 （页面存档备份，存于） (PDF) |
| 2008 | 65,290 | 11,025 (16.9 %) | 16.4979      | 3,957              | 慕尼黑统计年鉴2009 （页面存档备份，存于） (PDF) |
| 2009 | 65,279 | 10,792 (16.5 %) | 16.4895      | 3,959              | 慕尼黑统计年鉴2010 （页面存档备份，存于） (PDF) |
| 2010 | 66,244 | 11,221 (16.9 %) | 16.4893      | 4,017              | 慕尼黑统计年鉴2011 （页面存档备份，存于） (PDF) |
| 2011 | 67,878 | 12,014 (17.7 %) | 16.4979      | 4,114              | 慕尼黑统计年鉴2012 （页面存档备份，存于） (PDF) |
| 2012 | 69,295 | 12,882 (18.6 %) | 16.4979      | 4,200              | 慕尼黑统计年鉴2013 （页面存档备份，存于） (PDF) |
| 2013 | 70,783 | 13,822 (19.5 %) | 16.4978      | 4,290              | 慕尼黑统计年鉴2014 （页面存档备份，存于） (PDF) |
| 2014 | 71,880 | 14,754 (20.5 %) | 16.4978      | 4,357              | 慕尼黑统计年鉴2015 （页面存档备份，存于） (PDF) |

## 政治
帕辛-上门青上一次的区议会选举是在2014年3月16日。其议席分配如下：基社盟12席、社民党9席、绿党6席、自选协2席自民党2席。在帕辛-上门青共52670名符合投票资格的居民中，有25807人行使了自己的表决权，选民投票率约为49%。